# Stina Svensson (politiker)
Stina Svensson, född 1970 i Linköping, är en svensk politiker. Mellan mars 2011 och 2015 var hon talesperson för Feministiskt initiativ tillsammans med Sissela Nordling Blanco och Gudrun Schyman. Stina Svensson är personvald kommunfullmäktigeledamot och gruppledare för Feministiskt initiativ i Göteborgs kommunfullmäktige.
Stina Svensson har en fil.kand. i pedagogik med inriktning mot folkhälsa. Hon har före partiledaruppdraget arbetat som elevassistent, biträdande belysningstekniker och turnétekniker på Göteborgs Stadsteater och som metallsvarvare.
Hon var kandidat till Europaparlamentsvalet i Sverige 2014 på tredje plats på Feministiskt initiativs lista. Hon bor i Göteborg.